# Simen Hegstad Krüger
Simen Hegstad Krüger (Ringerike, 13 marzo 1993) è un fondista norvegese.

## Biografia
Originario di Hønefoss, Krüger in Coppa del Mondo ha esordito il 16 marzo 2013 a Oslo (43°) e ha ottenuto la prima vittoria, nonché primo podio, il 22 gennaio 2017 a Ulricehamn. Alla sua prima esperienza olimpica, Pyeongchang 2018, ha conquistato la medaglia d'oro nello skiathlon e nella staffetta e quella d'argento nella 15 km; l'anno dopo ai Mondiali di Seefeld in Tirol 2019, suo esordio iridato, è stato 5º nella 50 km, mentre a quelli di Oberstdorf 2021 ha vinto la medaglia d'argento nello skiathlon e nella 15 km e quella di bronzo nella 50 km. Ai XXIV Giochi olimpici invernali di Pechino 2022 ha vinto la medaglia di bronzo nella 50 km; ai successivi Mondiali di Planica 2023 ha vinto la medaglia d'oro nello skiathlon, nella 15 km e nella staffetta e a quelli di Trondheim 2025 ha vinto la medaglia di bronzo nella 50 km e si è classificato 46º nella 10 km e 12º nello skiathlon. Al termine della stagione 2024-2025 ha vinto la Coppa del Mondo di distanza.

## Palmarès

### Olimpiadi
- 4 medaglie:
  - 2 ori (skiathlon, staffetta a Pyeongchang 2018)
  - 1 argento (15 km a Pyeongchang 2018)
  - 1 bronzo (50 km a Pechino 2022)

### Mondiali
- 7 medaglie:
  - 3 ori (skiathlon, 15 km, staffetta a Planica 2023)
  - 2 argenti (skiathlon, 15 km a Oberstdorf 2021)
  - 2 bronzi (50 km a Oberstdorf 2021; 50 km a Trondheim 2025)

### Mondiali juniores
- 1 medaglia:
  - 1 argento (staffetta a Liberec 2013)

### Coppa del Mondo
- Miglior piazzamento in classifica generale: 4º nel 2019, nel 2020 e nel 2023
- Vincitore della Coppa del Mondo di distanza nel 2025
- 34 podi (23 individuali, 11 a squadre):
  - 13 vittorie (8 individuali, 5 a squadre)
  - 11 secondi posti (10 individuali, 1 a squadre)
  - 10 terzi posti (5 individuali, 5 a squadre)

#### Coppa del Mondo - vittorie
| Data             | Località    | Nazione   | Spec.                                                                     |
| ---------------- | ----------- | --------- | ------------------------------------------------------------------------- |
| 22 gennaio 2017  | Ulricehamn  | Svezia    | 4x7,5 km (con Martin Johnsrud Sundby, Anders Gløersen e Finn Hågen Krogh) |
| 16 dicembre 2017 | Dobbiaco    | Italia    | 15 km TL                                                                  |
| 15 dicembre 2019 | Davos       | Svizzera  | 15 km TL                                                                  |
| 24 gennaio 2021  | Lahti       | Finlandia | 4x7,5 km (con Pål Golberg, Emil Iversen e Sjur Røthe)                     |
| 14 marzo 2021    | Engadina    | Svizzera  | 50 km TL PU                                                               |
| 4 dicembre 2021  | Lillehammer | Norvegia  | 15 km TL                                                                  |
| 5 dicembre 2021  | Lillehammer | Norvegia  | 4x7,5 km (con Erik Valnes, Emil Iversen e Johannes Høsflot Klæbo)         |
| 12 dicembre 2021 | Davos       | Svizzera  | 15 km TL                                                                  |
| 11 dicembre 2022 | Beitostølen | Norvegia  | 4x5 km (con Lotta Udnes Weng, Mikael Gunnulfsen e Silje Theodorsen)       |
| 18 dicembre 2022 | Davos       | Svizzera  | 20 km TL                                                                  |
| 11 marzo 2023    | Oslo        | Norvegia  | 50 km TL MS                                                               |
| 3 dicembre 2023  | Gällivare   | Svezia    | 4x7,5 km (con Pål Golberg, Martin Løwstrøm Nyenget e Jan Thomas Jenssen)  |
| 9 febbraio 2024  | Canmore     | Canada    | 15 km TL MS                                                               |

Legenda:

PU = inseguimento

MS = partenza in linea

TL = tecnica libera

#### Coppa del Mondo - competizioni intermedie
- 9 podi di tappa:
  - 3 vittorie
  - 5 secondi posti
  - 1 terzo posto

##### Coppa del Mondo - vittorie di tappa
| Data           | Località      | Nazione | Competizione | Spec.       |
| -------------- | ------------- | ------- | ------------ | ----------- |
| 5 gennaio 2020 | Val di Fiemme | Italia  | Tour de Ski  | 10 km TL MS |
| 8 gennaio 2023 | Val di Fiemme | Italia  | Tour de Ski  | 10 km TL MS |
| 5 gennaio 2025 | Val di Fiemme | Italia  | Tour de Ski  | 10 km TL MS |

Legenda:

MS = partenza in linea

TL = tecnica libera